# باشگاه والیبال میزان خراسان
باشگاه والیبال میزان یک باشگاه والیبال مردان و زنان ایرانی است که سال ۱۳۸۹ در مشهد، خراسان رضوی تأسیس شد و در سال ۱۳۹۴ منحل شد.

## تاریخچه
باشگاه فرهنگی و ورزشی میزان در سال ۹۰-۱۳۸۹، با حمایت از والیبال استان خراسان رضوی پا به عرصه فعالیت گذاشت. این باشگاه در سال ۱۳۹۱ با شیوه‌ای منسجم و تشکیل هیئت مدیره به ساماندهی اقدامات حرفه‌ای خود پرداخت. میزان در لیگ برتر ۱۳۹۲ به مقام چهارمی دست یافت و به عنوان پدیده لیگ ۹۳-۱۳۹۲ معرفی شد.

## بازیکنان سرشناس
- جوردی جنس باربرا
- فدریکو پریرا
- ولادو پتکوویچ
- رحمان داوودی
- مهدی مهدوی
- عادل غلامی
- آرمین تشکری
- فرهاد ظریف
- مهلا امتیاز

## کادر فنی
- رضا مومنی مقدم
- مهرداد مهرانپور
- سیامک افروزی

## دست‌آوردها

### لیگ برتر
- ۱۱ام (۱): ۱۳۹۰
- سوم (۱): ۱۳۹۲

## سازنده البسه
| لیگ       | سازنده البسه     | اسپانسر پیراهن             |
| --------- | ---------------- | -------------------------- |
| ۱۳۸۹-۱۳۹۴ | پوشاک ورزشی مجید | موسسه مالی و اعتباری میزان |

1. ↑  «نیروهای جوان جایگزینی مناسب برای آینده والیبال بزرگسالان هستند | خبرگ…». archive.ph. ۲۰۱۹-۰۹-۲۲. بایگانی‌شده از روی نسخه اصلی در ۲۲ سپتامبر ۲۰۱۹. دریافت‌شده در ۲۰۱۹-۰۹-۲۲.